# 多爾薩·德拉赫克夏尼
多爾薩·德拉赫克夏尼（波斯語：درسا درخشانی，1998年4月15日—）是一名來自伊朗的西洋棋棋手，自2017年9月起代表美國參加比賽。2016年獲得女子特級大師和國際大師的稱號。

## 教育
德拉赫克夏尼就讀於聖路易大學。

## 職業生涯
德拉赫克夏尼在亞洲青年西洋棋錦標賽上獲得過多枚獎牌，在2012年的14歲以下女子組、2013年和2014年的16歲以下女子組中獲得共計三枚金牌。2012年和2014年，她代表伊朗隊參加了西洋棋亞洲杯女子組。
德拉赫克夏尼在2016年獲得了國際棋聯教練的資格，她也是一名合格的國際棋聯記者。
2019年7月，德拉赫克夏尼在德國慕尼黑的TedxTalk上發表了演講。演講中她提到，人們應該認真對待他們所擁有的選擇自由。

### 與伊朗西洋棋聯合會的衝突
2017年2月，因為德拉赫克夏尼在參加2017年直布羅陀西洋棋節時沒有帶頭巾（當時她已經獲得了西班牙的臨時居住權），伊朗西洋棋聯合會以國家利益為由禁止她代表伊朗出戰。她的弟弟博爾納是一位棋聯大師，因在同一屆錦標賽的第一輪中與以色列西洋棋特級大師亞歷山大·赫茲曼交手而被禁賽。德拉赫克夏尼之前也曾數次在參加比賽時不帶頭巾。面對蜂擁而至的媒體，德拉赫克夏尼只接受了一次採訪。2017年底，她還為《紐約時報》撰寫了一篇文章。

### 在美國的職業生涯
被禁賽之後，德拉赫克夏尼開始在聖路易大學學習生物學，並贏得了聖路易大學象棋隊的獎學金。德拉赫克夏尼於2017年開始為美國效力。她所在的聖路易西洋棋隊於2017年泛美西洋棋錦標賽中獲得銀牌。除此之外，她還參加了2018年美國女子西洋棋錦標賽。2019年，她帶領她的團隊在中國天津舉行的世界著名大學西洋棋邀請賽中獲得銅牌。她本人則在三項個人比賽中獲得了亞軍。她在2020年美國女子西洋棋錦標賽中獲得第三名。

## 外部連結
- 多爾薩·德拉赫克夏尼的国际棋联等级分卡
- 為什麼我離開伊朗去美國下西洋棋——多爾薩·德拉赫克夏尼在《紐約時報》的專欄文章 （页面存档备份，存于）